# Николаевская Александровская гимназия
Николаевская Александровская мужская гимназия — первое гражданское среднее учебное заведение в г. Николаеве.

## История
История гимназии началась с открытия 14 ноября 1862 года реальной мужской гимназии в составе двух классов. В планах николаевского военного губернатора Б. А. фон Глазенапа гимназия должна была подготавливать к слушанию лекций в предполагавшемуся к созданию в Николаеве политехническому институту.
В гимназию не только было передано всё имущество упразднённой штурманской роты, но и переведены все её ученики. Размещена гимназия была в здании из комплекс казарм флотского полуэкипажа, в котором ранее располагалась штурманская рота .
К 1865 учебному году были открыты все 7 гимназических класса. В 1872 году она преобразована в классическую гимназию и часть учеников гимназии была переведена в Николаевское реальное училище, открытое в 1873 году. В 1874 году ей было присвоено наименование Александровской. Впоследствии в гимназии был открыт восьмой класс.
В 1911 году число учащихся составляло 391 человек; из них: потомственных дворян 23 (5,8 %), личных дворян и чиновников 74 (18,9 %), из духовного звания 26 (6,64 %), из почётных граждан и купцов 64 (17,64 %), из мещан 136 (34,82 %), из крестьян 56 (14,32 %), иностранцев 12.
В числе выпускников были: Георгий Де-Метц (1881, золотая медаль), Владимир Софроницкий (1887), Владимир Гессен, Александр Васильев (1888), Филипп Панов (1890).
Директора: с 25.10.1862 по 13.12.1864 и с 18.01.1866 — Н. К. Геек; с 12.12.1870 — А. Ф. Смирнов; с 1884 года — А. И. Балык; с 1.07.1907 — К. Л. Добрицкий.
Была закрыта в 1920 году.